# Parafia Nowomęczenników Rosyjskich w Porto
Parafia Nowomęczenników Rosyjskich – etnicznie rosyjska parafia w Porto, jedna z czterech placówek duszpasterskich eparchii hiszpańsko-portugalskiej Patriarchatu Moskiewskiego w Portugalii. 